# SensoMotoric Instruments
SensoMotoric Instruments GmbH (SMI) — немецкий поставщик специализированных систем трекинга глаз (eye tracking). Компания была основана в 1991 г. в результате выделения из Свободного Университета Берлина. Штаб-квартира находится в Берлине, Германия, кроме того имеются офисы в Бостоне и Сан Франциско, США, и разветвленная международная сеть партнеров и дистрибьюторов.
SMI предлагает системы трекинга глаз для проведения научных исследований, профессионального применения и для OEM. Системы трекинга глаз могут использоваться индивидуально или в комбинации с системами захвата движения, ЭЭГ и другими биометрическими данными. Они могут быть интегрированы в системы виртуальной реальности CAVE, шлемы виртуальной реальности, такие как Google Glass или Oculus Rift, виртуальные тренажеры, автомобили, или компьютеры в качестве измерительного инструмента или способа человеко-компьютерного взаимодействия.

## История
Компания SMI была основана Доктором Винфридом Тайвайс в 1991 г. и являлась первым производилием коммерческих систем трекинга глаз на основе трехмерной видеоокулографии. Первый продукт SMI, 3D VOG, использовался на бортах Европейского космического агентства, НАСА и орбитального комплекса Мир для анализа воздействия космических миссий на вращательные движения глаз астронавтов, вызванных гравитацией. Со временем компания сместила акцент с космонавтики в сторону офтальмологии и научных исследований. В 2009 г. система SMI iView X RED получила iF Product Design Award. Доктор Тайвайс оставался управляющим директором компании до 2008 г., когда эту роль перенял Эберхард Шмидт. После продажи продуктовой линии ENT фирме Interacoustics, диагностическому отделению холдинга William Demant Group в 2001 году, выделению отдела по лечению заболеваний сетчатки в отдельную компанию OD-OS, и продажи офтальмологического отдела компании Alcon в 2012 году, SMI сосредоточила свою деятельность на сферах науки, профессионального применении трекинга глаз, виртуальной реальности и решений для ОЕМ-производителей.

## Технология и продукты
Технология, используемая SMI, основана на методе тёмного зрачка в сочетании с отражением света от сетчатки глаза: видеокамеры, встроенные в трекеры, регистрируют лицо, глаза, зрачки, а также отражение инфракрасного света от сетчатки, и вычисляют напрабление взгляда и движение глаз (саккады и фиксации). Частота трекеров колеблется от 30 Гц до одного и более кГц.
Компания предлагает три основных линии продуктов: Мобильные системы в форме очков (Eye Tracking Glasses, ETG), дистанционные системы, предназначенные дла монтировки на ноутбуке или мониторе (RED) и высокоскоростные настольные системы (Hi-Speed).
Программное обеспечение для подготовки экспериментов и анализа данных называется Experiment Suite и поставляется в различной конфигурации в зависимости от научных интересов пользователя.

## Партнерства
В 2015 году компании DEWESoft и SensoMotoric Instruments интегрировали очки с отслеживанием взгляда ETG в ADA).
В 2014 году Red Bull начал использовать очки ETG в рамках своего проекта Red Bull Surf Science. На Game developers Conference в 2014 году Sony представила прототим своей новой игры для PlayStation 4 Infamous: Second Son, с интегрированной в неё системой трекинга глаз SMI RED-oem.
В 2013 компания TechViz интегрировала очки ETG 3D, предназначенные для использования в виртуальной реальности, с TechViz 3D — программным обеспечением для визуализации виртуальных сценариев, сделав таким образом возможным отслеживание направления взгляда в системах виртуальной реальности CAVE. Очки ETG 3D были разработаны в сотрудничестве с Volfoni. В том же году компания WorldViz начала сотрудничать с SMI с целью разработки системы, позволяющей выполнять расчеты координат пересечения векторов направления взгляда с 3D объектами и сохранять данные в общей базе для более глубокого анализа. Немецкий центр исследований искусственного интеллекта (DFKI) использовал очки ETG в проекте Talking Places — разработки прототипа интерактивного гида по городу.
SMI в партнерстве с Emotiv разработали программный пакет, который позволяет комбинировать данные ЭЭГ, полученные с помощью нейро-гарнитуры Эмотив, с данными движения глаз. Исследователи в области нейромаркетинга прибегают к такому решению в целях анализа реакции потребителей на различные бренды исходя из визуальных и эмоциональных сигналов. Компания Prentke Romich интегрирована NuEye аксессуар, разработанный SMI, в прибор для синтеза речи, предназначенный для людей с ограничениями жизнедеятельности. Этот прибор позволяет пользователям генерировать речь посредством движения глаз. Visual Interaction комбинирует систему трекинга глаз myGaze, основанную на технологии SMI, с программным обеспечением в сфере реабилитации и вспомогательных технологий.